# Sägesalmler
Die Sägesalmler (Serrasalmidae) sind eine Familie der Salmlerartigen (Characiformes). Sie leben im tropischen Südamerika, mit Ausnahme des Gebietes westlich der Anden. Zu ihnen gehört mit dem Schwarzen Pacu (Colossoma macropomum) einer der größten Salmler.

## Merkmale
Alle Sägesalmler haben einen hochrückigen, scheibenförmigen Körper und sind Schwarmfische. Während der Wimpelpiranha und einige Metynnis Arten mit 6 cm SL die Geschlechtsreife erreichen, wird der Schwarze Pacu mehr als 1 m lang und erreicht die Geschlechtsreife bei 60 cm SL. Der Körper der Sägesalmler ist beschuppt, die Seitenlinie vollständig und eine Fettflosse ist vorhanden. Die Augen sind relativ groß. Beide Kiefer sind mit Zähnen besetzt und das in der Regel endständige Maul ist nicht vorstülpbar (nicht protraktil). Die einzelne, durchgehende Rückenflosse (Dorsale) wird nur von Weichstrahlen gestützt. Die Fettflosse ist flaggenförmig. Mit Ausnahme von Mylossoma, Colossoma und Piaractus ist ein nach vorne gerichteter, unbeweglicher prädorsaler Stachel (vor der Dorsale liegender Stachel) vorhanden. Dabei handelt es sich um einen Fortsatz des ersten Flossenträgers (Pterygiophor).

Namensgebend ist die Reihe von harten, spitzen Serrae an der Unterkante des seitlich abgeflachten Körpers. Dabei handelt es sich um knochige, sägeartige Dornen oder Schuppen, in der Literatur auch als Abdominalzähne oder abdominal Serrae bezeichnet. Bei manchen Sägesalmler formen die Serrae einen scharfen Bauchkiel.

## Verbreitung
Sägesalmler bewohnen die meisten Flusseinzugsgebiete des tropischen und subtropischen Südamerika von Argentinien bis Venezuela und kommen von Meereshöhe bis in Höhen von 300 m vor. Die größte Diversität findet sich im Amazonas- und im Orinocoeinzugsgebiet, moderate Diversität zeigen das Río de la Plata und Guayana Gebiet. In einigen relativ großen aber isolierten Einzugsgebieten, wie zum Beispiel im Rio São Francisco oder Maracaibo-See Gebiet, finden sich nur wenige Arten, in andere Flüsse wurden Arten eingeschleppt.

## Lebensweise
Charakteristisch ist die starke Bezahnung, die bei den Fleischfressern der Gattungen Pristobrycon, Pygocentrus, Pygopristis und Serrasalmus aus einer Reihe scharfer Schneidezähne und bei den pflanzenfressenden Salmlern der Gattungen Colossoma, Metynnis, Myleus und Mylossoma aus zwei Reihen von Schneide- und Mahlzähnen besteht. Der Wimpelpiranha (Catoprion mento) ist ein Nahrungsspezialist, der sich von den Schuppen anderer Fische ernährt.

## Systematik
In der Familie der Sägesalmler gibt es 18 Gattungen mit über 100 Arten. Die überwiegend carnivoren Sägesalmler bilden eine wissenschaftlich bisher unbenannte Klade aus fünf Gattungen. Die Arten dieser Klade werden allgemein als Piranhas bezeichnet.
Insgesamt wurden bisher über 100 Arten beschrieben:
- Unterfamilie Colossominae (Pacus)[5]
  - Colossoma

Tometes siderocarajensis, Weibchen (oben), Männchen (unten)

    - Schwarzer Pacu (Colossoma macropomum Cuvier, 1818)

  - Mylossoma (5 Arten)
  - Piaractus (3 Arten)
- Unterfamilie Myleinae[5]
  - Acnodon (3 Arten)
  - Mylesinus
    - Mylesinus paraschomburgkii Jégu, Santos & Ferreira, 1989
    - Mylesinus paucisquamatus Jégu & Santos, 1988
    - Mylesinus schomburgkii Valenciennes, 1850

  - Myleus (6 Arten)
  - Myloplus Gill, 1896 (15 Arten)
  - Ossubtus
    - Adlerschnabel-Pacu (Ossubtus xinguense)

  - Paramyloplus
    - Paramyloplus taphorni (Andrade, López-Fernández & Liverpool, 2019)
    - Paramyloplus ternetzi Norman, 1929

  - Prosomyleus Géry, 1972
    - Prosomyleus rhomboidalis (Cuvier, 1818)

  - Tometes
    - Tometes ancylorhynchus Andrade et al., 2016
    - Tometes camunani Andrade, Giarrizzo, Jégu, 2013
    - Tometes kranponhah Andrade et al., 2016
    - Tometes lebaili Jégu, Keith & Belmont-Jégu, 2002
    - Tometes makue Jégu, Santos & Belmont-Jégu, 2002
    - Tometes siderocarajensis Andrade et al., 2017
    - Tometes trilobatus Valenciennes, 1850

  - Utiaritichthys
    - Utiaritichthys esguiceroi Pereira & Castro, 2014
    - Utiaritichthys longidorsalis Jégu, Tito de Morais & Santos, 1992
    - Utiaritichthys sennaebragai Miranda Ribeiro, 1937
- Unterfamilie Serrasalminae[5]
  - Metynnis (14 Arten)
  - Piranhas
    - Wimpelpiranhas (Catoprion) (2 Arten)[6]
    - Pristobrycon (5 Arten)
    - Pygocentrus (4 Arten)
    - Pygopristis denticulata
    - Serrasalmus (31 Arten)